# استپاناوان
استپاناوان (به ارمنی: Ստեփանավան) یک شهر در ارمنستان است که در استان لوری واقع شده‌است. در کیلومتری شمال وانادزور، مرکز استان لوری واقع شده‌است. این شهر تا سال ۱۹۳۸ «جلال‌اوغلی» (Ջալալօղլի) نامیده می‌شد

## خصوصیات
استپاناوان ۱۴ کیلومترمربع مساحت و ۱۳٬۰۸۶ نفر جمعیت دارد و ۱٬۳۷۵ متر بالاتر از سطح دریا واقع شده‌است. در کیلومتری شمال وانادزور، مرکز استان لوری واقع شده‌است.

## خواهرخوانده
شهر دسین شارپیو خواهرخواندهٔ استپاناوان هست.

## نگارخانه

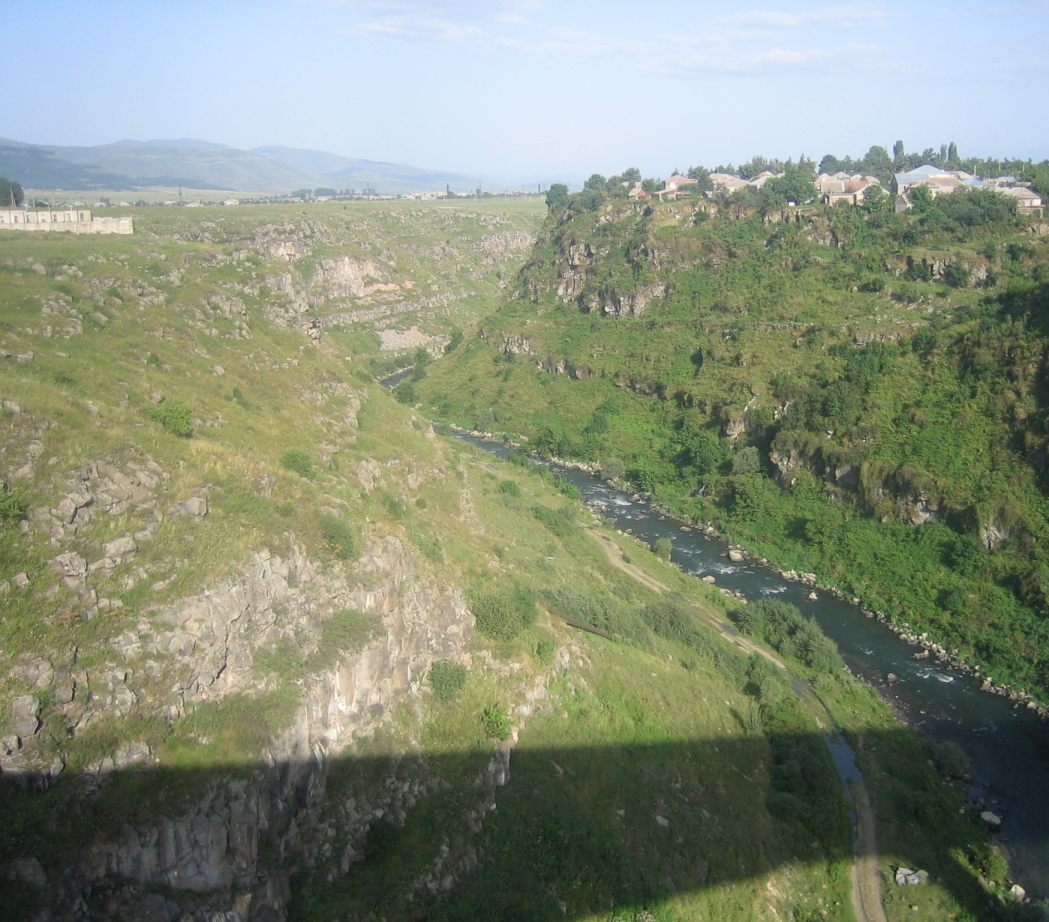
رودخانه زوراگت as seen از پل اصلی در استپاناوان
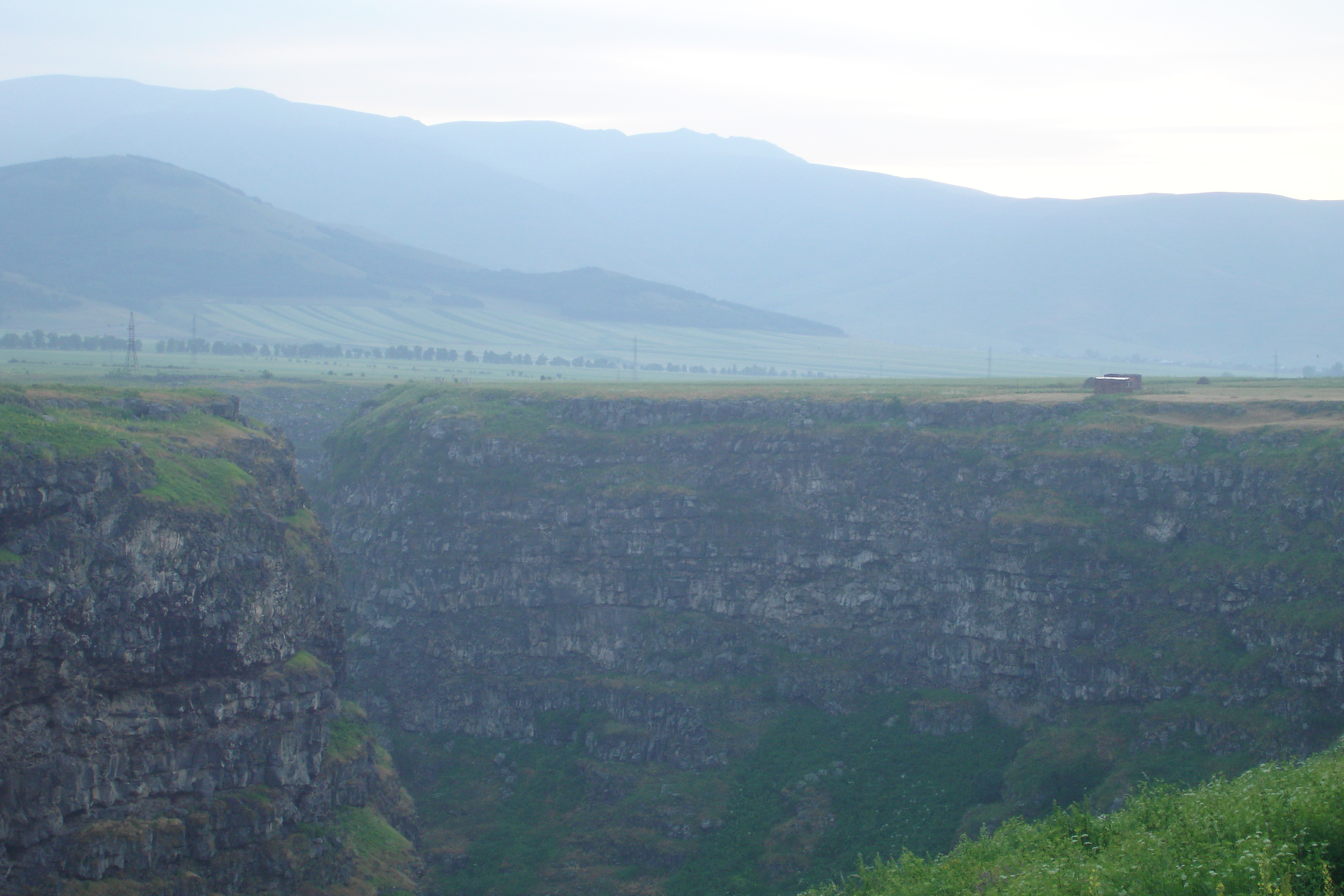
Dzoraget Canyon
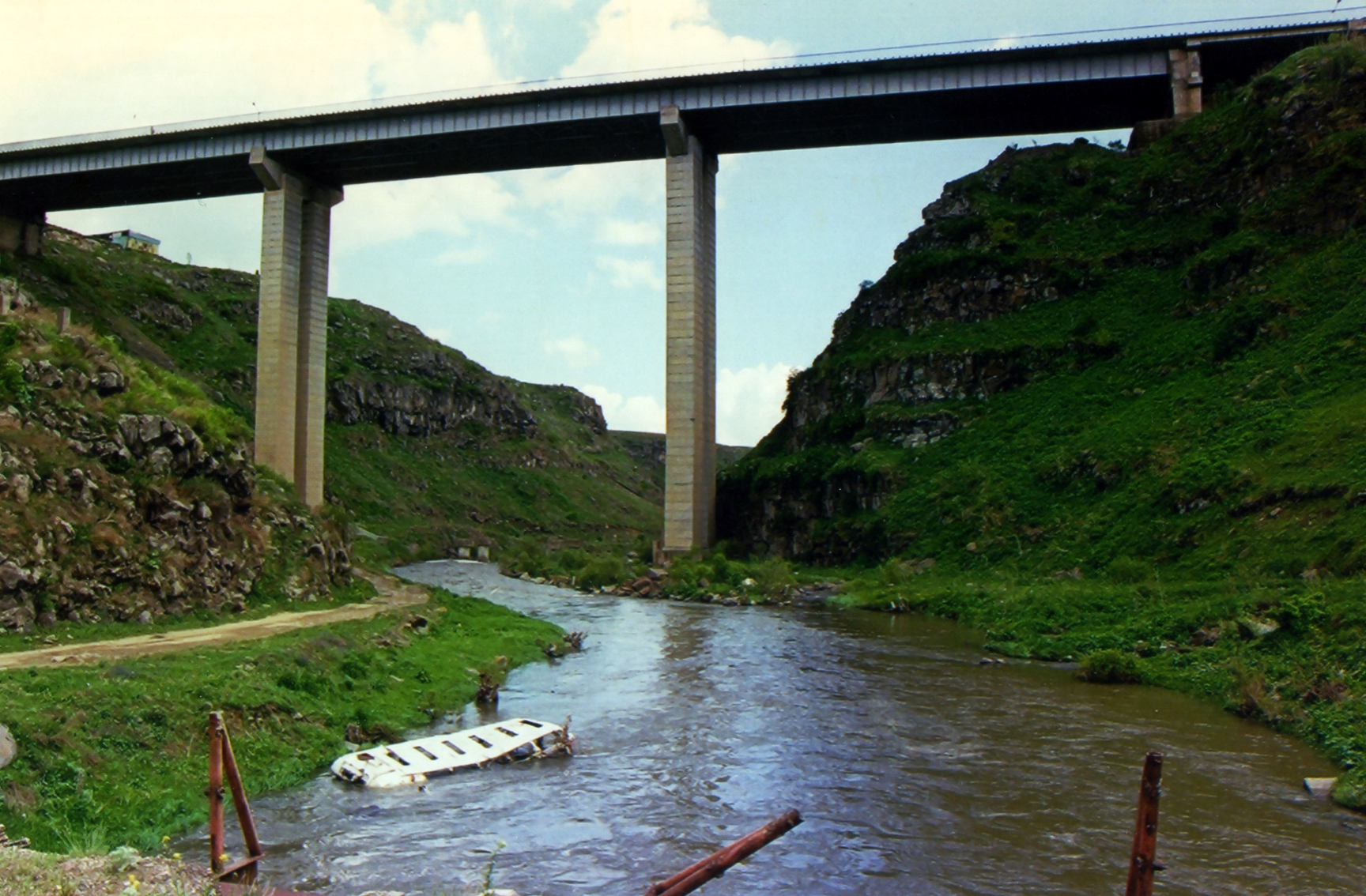
پل Dzoraget در استپاناوان
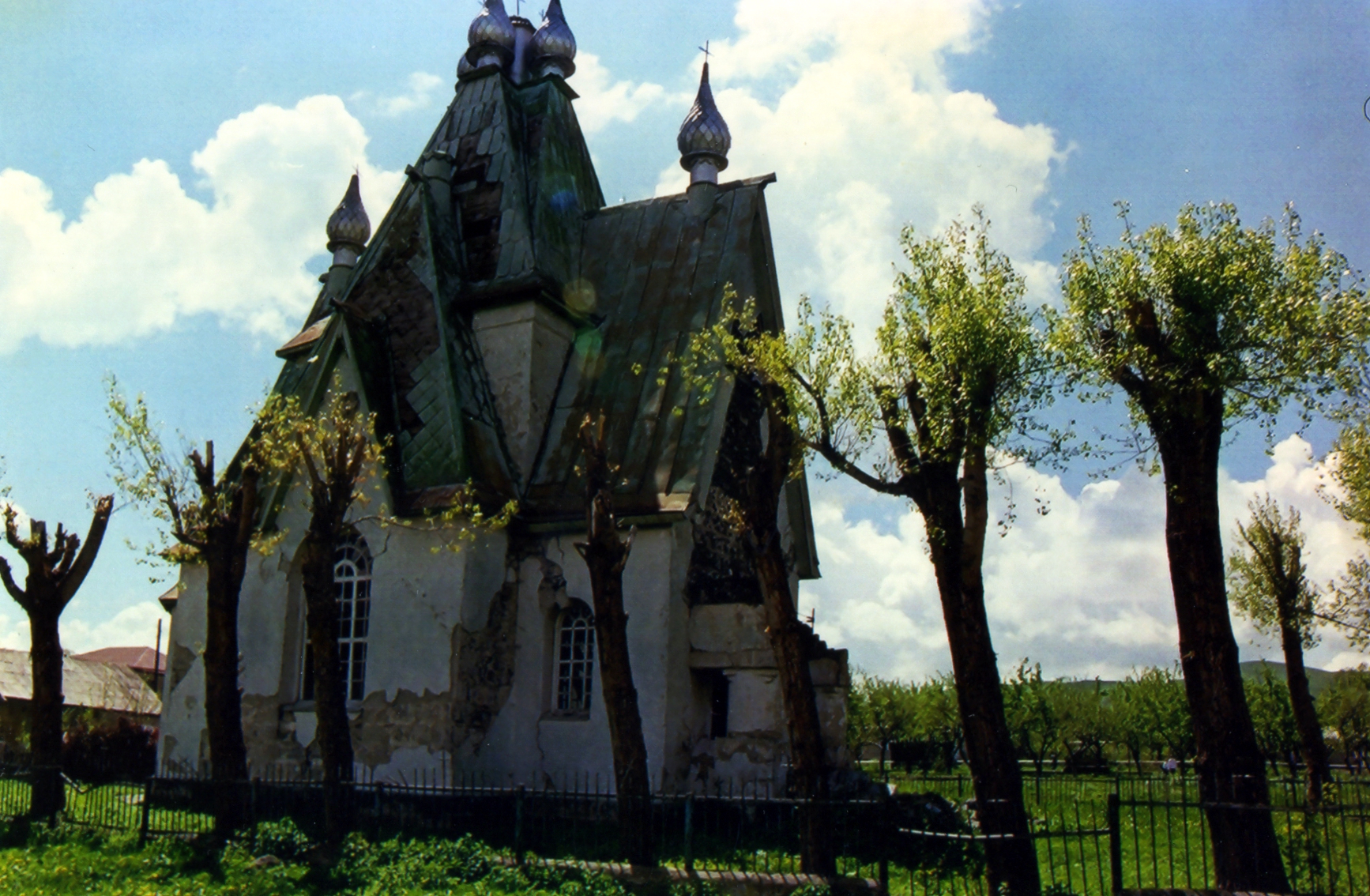
کلیسای قدیمی روسی در آمراکیتس نزدیکی استپاناوان
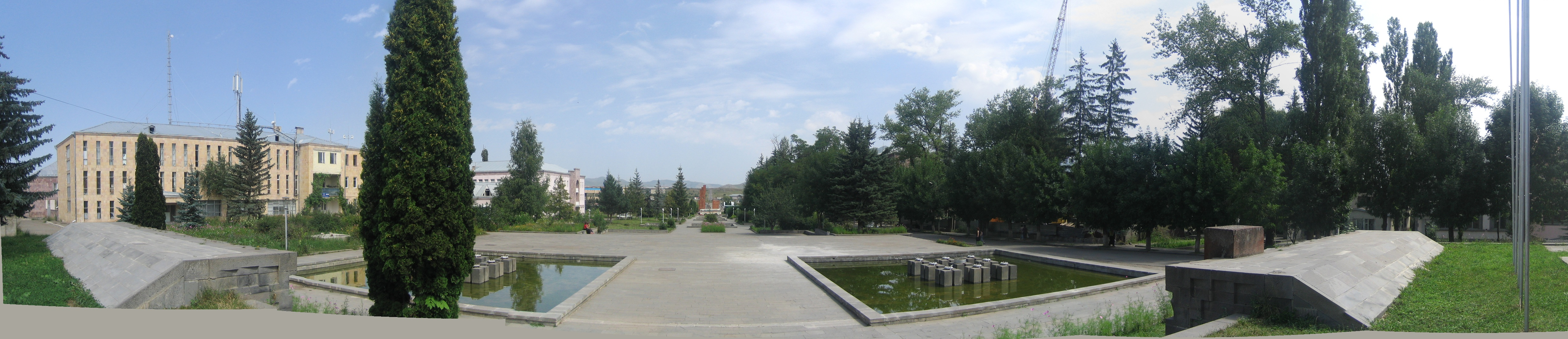